# 奥萨斯-叙阿尔
奥萨斯-叙阿尔（法語：Ossas-Suhare，法語發音：[ɔsas syaʁ]）是法国大西洋比利牛斯省的一个市镇，属于奥洛龙-圣玛丽区。该市镇于1845年由原市镇奥萨斯（Ossas）和叙阿尔（Suhare）合并而成。

## 地理
奥萨斯-叙阿尔（43°8'25"N, 0°53'27"W）面积7.17 平方千米，位于法国新阿基坦大区大西洋比利牛斯省，该省份为法国东南部省份，涵盖了贝阿恩与北巴斯克，西临大西洋比斯開灣，北至朗德省，东北接热尔省，东临上比利牛斯省，南与西班牙接壤。
与奥萨斯-叙阿尔接壤的市镇（或旧市镇、城区）包括：阿洛斯-锡巴斯-阿邦斯、欧叙吕克、卡穆-锡伊格、伊多芒迪、芒迪特、索吉圣埃蒂安、特鲁瓦维尔。

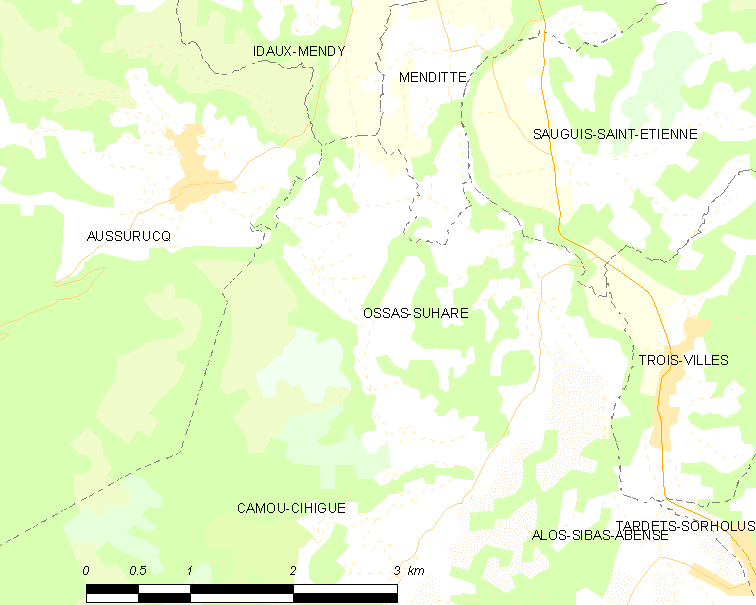
奥萨斯-叙阿尔的OSM定位图

奥萨斯-叙阿尔的时区为UTC+01:00、UTC+02:00（夏令时）。

## 行政
奥萨斯-叙阿尔的邮政编码为64470，INSEE市镇编码为64432。

## 政治
奥萨斯-叙阿尔所属的省级选区为巴斯克山地县。

## 人口

1962-2008年间奥萨斯-叙阿尔人口变化图示

奥萨斯-叙阿尔于2022年1月1日时的人口数量为89人。